# Calomicrus
Calomicrus  (лат.) — род жуков (Coleoptera) из подсемейства козявок в семействе листоедов. По некоторым источникам подрод рода Luperus. В ископаемом состоянии известен из балтийского янтаря.

## Описание
Усиковые впадины лежат сразу  позади уровня переднего края глаз. передний край переднеспинки тонко окаймлённый. Окраска металлическая.

## Систематика
В составе рода:
- Calomicrus bispiniger (Israelson, 1969)
- Calomicrus caucasicus (Weise, 1879)
- Calomicrus circumfusus Marsham, 1802
- Calomicrus cous (Weise, 1889)
- Calomicrus discolor (Faldermann, 1837)
- Calomicrus doramasensis Vela & García, 1996
- Calomicrus espanoli (Codina Padilla, 1963)
- Calomicrus fallax (Joannis, 1865)
- Calomicrus foveolatus (Rosenhauer, 1856)
- Calomicrus gularis (Gredler, 1857)
- Calomicrus impressithorax (Pic, 1898)
- Calomicrus macedonicus (Tomov, 1975)
- Calomicrus orientalis (Faldermann, 1837)
- Calomicrus pinicola (Duftschmid, 1825)
- Calomicrus rottenbergi Ragusa, 1873
- Calomicrus setulosus (Weise, 1886)
- Calomicrus sordidus (Kiesenwetter, 1873)
- Calomicrus suturalis (Joannis, 1865)
- Calomicrus wollastoni Paiva, 1861